# Полотенце с петухом
«Полотенце с петухом» — рассказ Михаила Булгакова, входящий в цикл рассказов «Записки юного врача». Впервые опубликован в журнале «Медицинский работник» в 1926 году.

## Сюжет
Сентябрь 1917 года. В Мурьинскую сельскую больницу приезжает новый 23-летний доктор, только что окончивший университет. Он растерян, боится не освоиться, пугается авторитета Леопольда Леопольдовича, его предшественника. Немного освоившись, он решает лечь спать.
В дом врывается человек. Выясняется, что его единственная дочь (редкостная красавица) попала в мялку, и он молит спасти её.
Левая нога у девушки почти оторвана, правая — серьёзно раздроблена. Акушерки и фельдшер считают, что она вот-вот умрёт от кровопотери. Преодолев растерянность и ужас первых минут, доктор распоряжается вколоть девушке камфоры и начинает ампутацию остатков левой ноги. На правую кладёт гипс.
Спустя два с половиной месяца отец с выжившей дочерью приходят отблагодарить доктора. Девушка дарит доктору вышитое ею «длинное снежно-белое полотенце с безыскусственным красным вышитым петухом».

— Не возьму, — сурово сказал я и даже головой замотал. Но у неё стало такое лицо, такие глаза, что я взял…

И много лет оно висело у меня в спальне в Мурьине, потом странствовало со мной. Наконец обветшало, стерлось, продырявилось и исчезло, как стираются и исчезают воспоминания.

## Герои рассказа
- Доктор-рассказчик
- Егорыч, сторож
- Аксинья, кухарка
- Демьян Лукич, фельдшер
- Пелагея Ивановна, акушерка
- Анна Николаевна, акушерка
- Отец и дочь

## Аллюзии
Исследователи творчества М. А. Булгакова видят в рассказе аллюзии с античными представлениями об Асклепии. В самом начале произведения съедение юным врачом блюда из петуха, традиционной жертвы Асклепию, имеет символический смысл. Первый вызов героя рассказа связан с борьбой за жизнь пациентки, чья нога попала в мялку. Тема рассказа — рождение из юноши, только окончившего университет, врача, через спасение молодой девушки, возвращение её в царство живых. Фактически героиня не умерла, однако сюжет представлен таким образом, что у читателя в определённый момент возникает уверенность о тщетности борьбы, что смерть пострадавшей — свершившийся факт. Одноногость, как и хромоногость, указывает на связь героини со змеёй, атрибутом Асклепия и символа медицины. Находящаяся при смерти девушка в рассказе является не только пациенткой, но и «музой» героя, чьё спасение создаёт врача. Герой дарит жизнь, за что в качестве ответного дара получает полотенце с вышитым на нём петухом. Полотенце с петухом становится важным артефактом героя рассказа, символом наделения его даром спасающего жизнь врача.

## Экранизация
Рассказ экранизирован в фильме «Морфий».